# گونتر هرمان
گونتر هرمان (به آلمانی: Günter Hermann) بازیکن فوتبال و هافبک اهل آلمان است که از سال ۱۹۸۸ میلادی عضو تیم ملی فوتبال آلمان بوده‌است. وی در ۲ بازی ملی حضور داشته است و آخرین بازی ملی خود را در سال ۱۹۹۰ میلادی انجام داد. گونتر هرمان در بازی‌های ملی‌اش گلی به ثمر نرساند.